# 佐藤憲一 (化学者)
佐藤 憲一（さとう けんいち、生年不詳 - ）は、日本の化学者。専門は有機合成化学、特にフグ毒テトロドトキシンをグルコース及びミオイノシトールからの不斉合成に成功した神奈川大学工学部物質生命化学科教授。

## 経歴
- 1970年 - 神奈川大学工学部応用化学卒
- 1978年 - 東京工業大学理工学研究科化学
- 1973年-1974年 - キッセイ薬品工業株式会社研究員
- 1978年-1986年 - 東京工業大学理学部助手
- 1985年 - 横浜市立大学文理学部非常勤講師
- 1986年-1992年 - 神奈川大学工学部応用化学科助教授
- 1992年 - 神奈川大学工学部応用化学科教授。

## 研究
- フグ毒「テトロドトキシン」をグルコース及びミオイノシトールからの独自に開発した分枝鎖構築法を用いて3つの異なるルートで不斉全合成

等

## 受賞
- 2014年度ジェラルド・ブランデン賞（学術雑誌Natural Product Communicationsの「Gerald Blunden Award 2014」）受賞[3]